# Наковальня

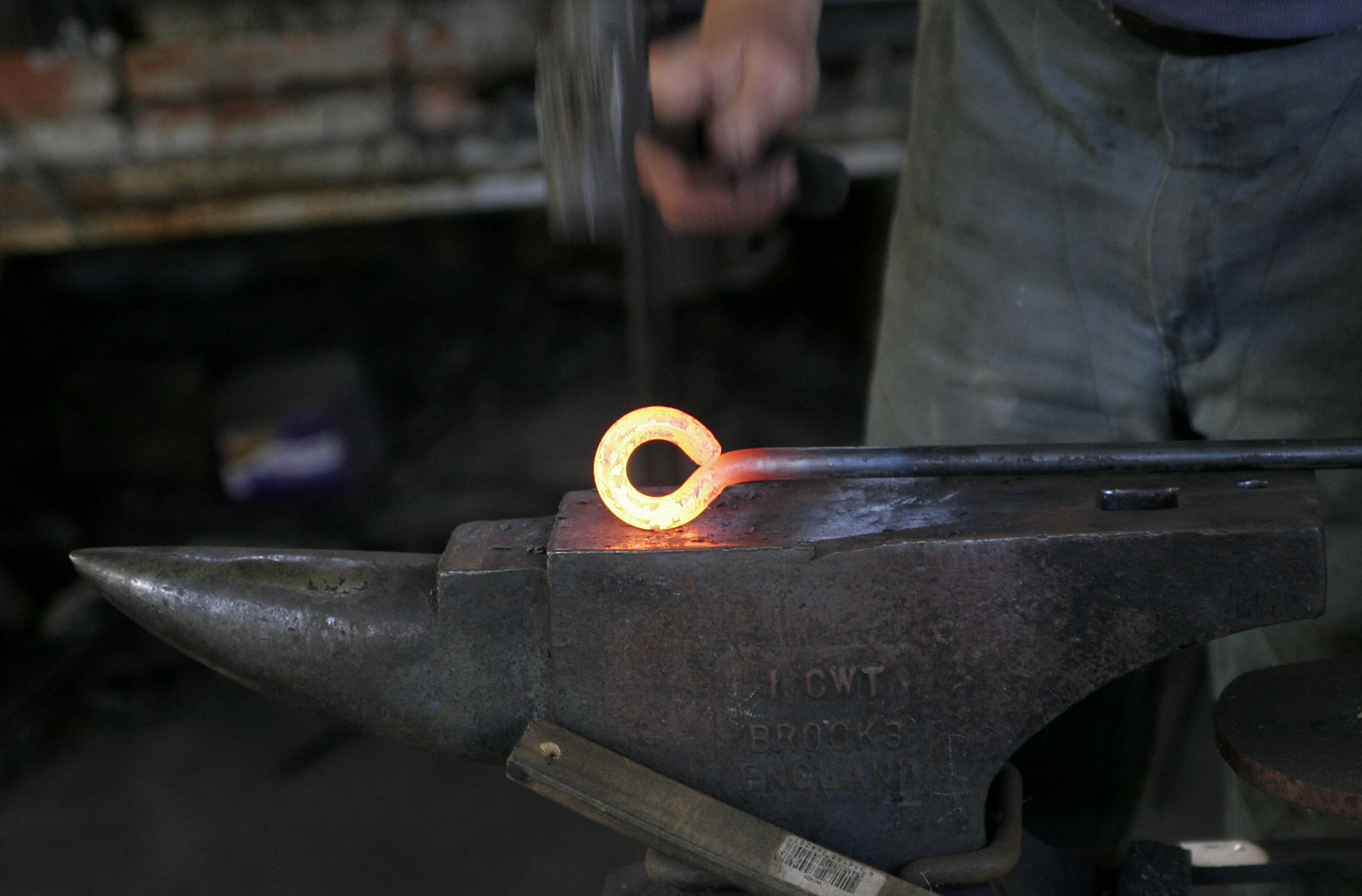
Наковальня

Рог (horn), основание (step) наличник (face) и отверстия (holes)

Накова́льня — опорный кузнечный инструмент для холодной и горячей обработки металлов методами пластической деформации. Является одним из главных инструментов-приспособлений для кузнечной обработки металлов; представляет собой массивную металлическую опору, на которой куют металлические заготовки; опора, как правило, закрепляется неподвижно на деревянной колоде.
Наковальня может также применяться как своеобразный перкуссионный музыкальный инструмент (немецкая группа «Amon Düül»).

## Устройство и применение наковален
В устройстве наковален различных типов главными элементами являются:
- рог;
- наличник с отверстиями (квадратное и круглое);
- ступенька
- основание с «лапами».

Рог используется для выпрямления или скручивания кованого металла. Изгиб рога позволяет придавать заготовке изгибы разного размера.
Ступенька — это часть, находящаяся между рогом и наличником. В отличие от торца, ступенька должна иметь острые, а не закругленные края. Ступенька используется для разрубания металла ударом молота.
Квадратное отверстие используется для закрепления подручных инструментов. Можно установить и всевозможные другие формы, с помощью которых можно выбивать различные фигуры из стали.
Круглое отверстие — это тип пробойника, который поддерживает небольшие заготовки при их пробивании (например, при изготовлении подков). Это отверстие позволяет пуансону пройти через металл, не рискуя повредить поверхность наковальни. Также его можно использовать для установки инструментов.

## Типы наковален

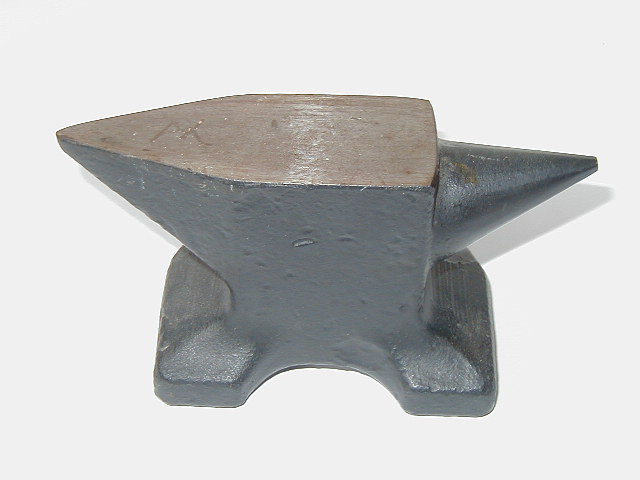
Шперак

По конструкции наковальни бывают следующих типов:
- безрогие: ГОСТ 11396-75, масса — 96—200 кг;
- однорогие: ГОСТ 11397-75, масса — 70—210 кг;
- двурогие: ГОСТ 11398-75, масса — 100—270 кг;
- однорогие консольные: ГОСТ 11399—75, масса — до 95 кг;
- шпераки: ГОСТ 11400-75, масса — до 30 кг.

Наковальни всех типов рекомендуется изготавливать из стали 45Л с последующей термической обработкой наличников и рогов до твёрдости 340—477 НВ, а шпераки — до 41,5—46,5 НRС.